# جنوب غرب الصين

منطقة جنوب غرب الصين.

جنوب غرب الصين (بالصينية: 中国西南地区) هي منطقة في جمهورية الصين الشعبية تضم بلدية تشونغتشينغ، مقاطعات سيتشوان، يونان وقويتشو، منطقة التبت ذاتية الحكم.

## التقسيمات الإدارية
| معايير GB | رقم الأيزو | المحافظة   | الاسم بالصينية            | العاصمة    | السكان     | الكثافة | المساحة   | الاختصار/الرمز     |
| --------- | ---------- | ---------- | ------------------------- | ---------- | ---------- | ------- | --------- | ------------------ |
| CQ        | 50         | تشونغتشينغ | 重庆市 Chóngqìng Shì      | تشونغتشينغ | 28,846,170 | 350.50  | 82,300    | 渝 Yú              |
| SC        | 51         | سيتشوان    | 四川省 Sìchuān Shěng      | تشنغدو     | 80,418,200 | 165.81  | 485,000   | 川(蜀) Chuān (Shǔ) |
| GZ        | 52         | قويتشو     | 贵州省 Gùizhōu Shěng      | غوييانغ    | 34,746,468 | 197.42  | 176,000   | 贵(黔) Guì (Qián)  |
| YN        | 53         | يونان      | 云南省 Yúnnán Shěng       | كونمينغ    | 45,966,239 | 116.67  | 394,000   | 云(滇) Yún (Diān)  |
| XZ        | 54         | التبت      | 西藏自治区 Xīzàng Zìzhìqū | لاسا       | 3,002,166  | 2.44    | 1,228,400 | 藏 Zàng            |